# Complex Cody

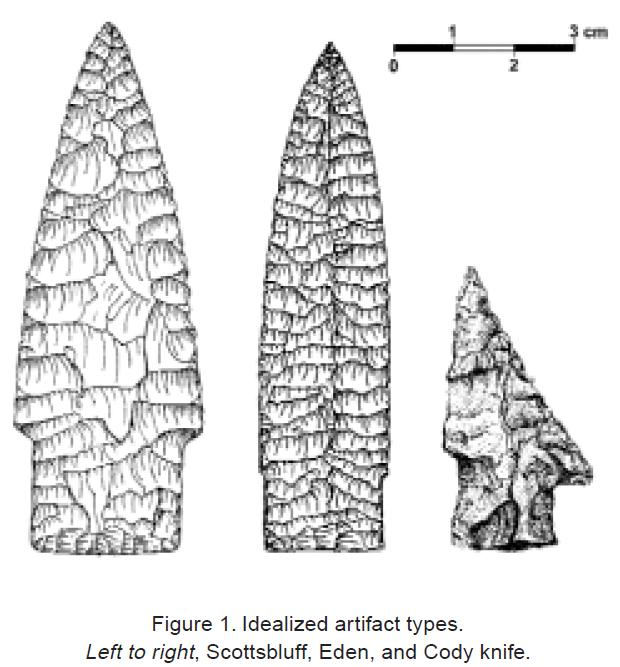
Punxes de projectil i ganivet del complex Cody

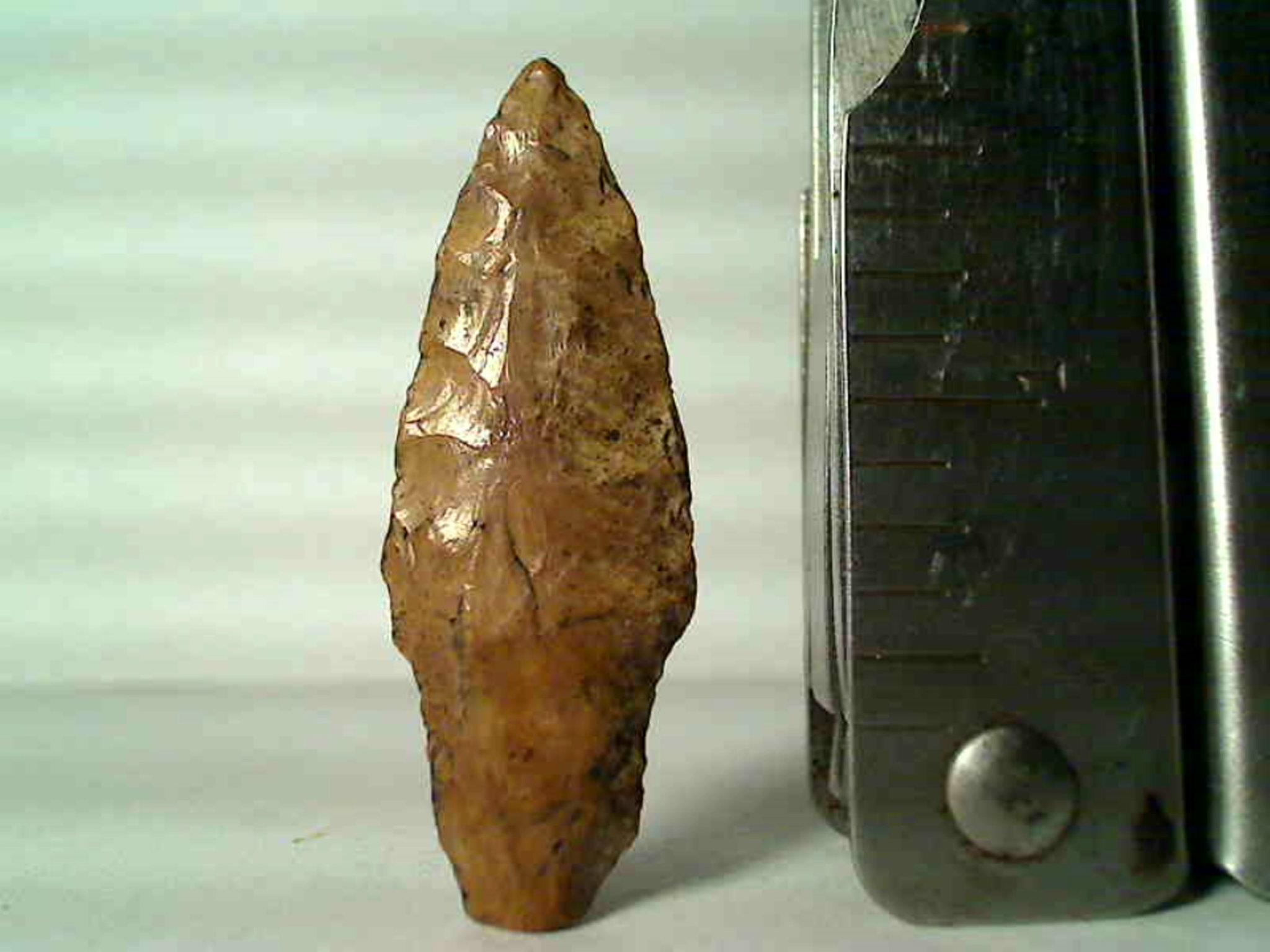
Punxa de Scottsbluff

El complex Cody és un grup cultural paleoamericà identificat per primera vegada en un indret on mataren un bisó antic vora Cody (Wyoming) en 1951. Les punxes que tenen característiques del complex Cody descamació s'han trobat descamades a tota Amèrica del Nord,des del Canadà fins al sud d'Oklahoma i Texas.
La tradició s'atribueix generalment a d'Amèrica del Nord, sobretot a la part alta de les Grans Planes americans. El descobriment del complex Cody va ampliar la comprensió de les tradicions culturals paleoamericanes finals més enllà de la tradició de Folsom. La majoria dels llocs de complexos Cody van ser indrets on mataven i despedaçaven bisons antics, i a vegades campaments.
Els llocs es distingeixen pels seus campaments, eines i processos de carnisseria. Les eines, datades entre aproximadament 6.000 i 8.000 abans de Crist, inclouen ganivets d'estils Cody i Scottsbluff i en forma de diamant projectils de punta Eden amb forma de diamant.